# CEAFAR
CEAFARは、オーストラリアのCEAテクノロジーズ社が開発した軍艦用レーダー。

## 設計
本機は、アンザック級フリゲートに搭載して対艦ミサイル防御（ASMD）能力を向上させるための多機能レーダーとして開発された。動作周波数はSバンドで、ヒ化ガリウム（GaAs）半導体素子を用いた固定式のアクティブ・フェーズドアレイ・アンテナ（AESAアンテナ）を用いている。アンテナ1面の大きさは横幅1,340×高さ2,700mm、重量400kgで、1,024個の送受信モジュールを16個のタイルに分割して組み込んでいる。アンテナ・アレイには送受信機とシグナル・プロセッサが一体化しており、そこに冷却水の流路を設けて発熱対策としている。
実験段階ではこのアンテナ4面で1セットとしていたが、ビームを最大走査角度に指向したときの劣化が問題となり、実用機では6面で1セットとする特徴的な構成となった。これにより、同時に6本の電波ビームを形成し、それぞれが目標捜索・探知・追尾を行えるようになっており、自艦を中心とした半球空間を1秒間で走査可能、レーダー反射断面積（RCS）0.1平方メートルの目標を距離40キロ以上で探知可能とされている。
また2014年からは、送受信モジュールの素材を窒化ガリウム（GaN）に変更するなどした発展型であるCEAFAR2の開発が開始された。CEAFAR2では、CEAFARと同じSバンド版（CEAFAR-2S）に加えて、より長波長のLバンド版（CEAFAR-2L）、逆に短波長のXバンド版（CEAFAR-2X）もラインナップされている。アンザック級がCEAFARを搭載した際には、火器管制レーダーとしてはXバンドのAESAレーダーであるCEAMOUNTが搭載されていたが、CEAFAR2においては、このXバンド版が火器管制レーダーの役割を果たすものと見られている。

## 運用史
まずアンザック級フリゲートの2番艦「アランタ」にアンテナ4面構成の実験機が搭載されて、2004年までに海上試験を行った。
2003年6月19日、オーストラリアのヒル国防相はCEAFARを発展させたAUSPARの開発契約に調印した。同機は次期防空艦（SEA4000計画艦）への搭載も検討されていたが、結局はイージスシステム搭載のホバート級駆逐艦が建造された。
本来の開発目的であったアンザック級フリゲートへの搭載は、SEA 1448計画によるASMD能力向上改修の一環として行われた。まず2010年1月から10月にかけて「パース」が試験的に改修され、2011年7月まで各種試験が行われた。2011年11月にはその他の同級艦7隻についても改修が承認され、2017年までに順次に改修工事が行われた。2013年8月には、太平洋ミサイル試射場に派遣された「パース」が超音速目標GQM-163Aの撃墜に成功している。
CEAFAR2については、同級の後継となる汎用艦となるハンター級フリゲート（SEA5000計画艦）での搭載が予定されている。更にアンザック級フリゲートでも、AMCAP（ANZAC Mid-life Capability Assurance Programme）改修の一環として、AN/SPS-49対空捜索レーダーをCEAFAR2-Lに換装することになっている。